# Reacție Emde
Reacția Emde sau degradarea Emde este o metodă de reducere a cationului de amoniu cuaternar la o amină terțiară, utilizând amalgam de sodiu:
Această reacție organică a fost descrisă în anul 1909 de către chimistul german Hermann Emde și a fost utilizată pentru elucidarea structurii multor alcaloizi, printre care se numără și efedrina.